# 千船病院
千船病院（ちぶねびょういん）は、大阪府大阪市西淀川区にある民間の総合病院。地域周産期母子医療センターに指定されており、大阪市西部二次医療圏における周産期、母子医療において重要な役割を担っている。また大阪府がん診療拠点病院に指定されている。

## 年表
（この節の出典）

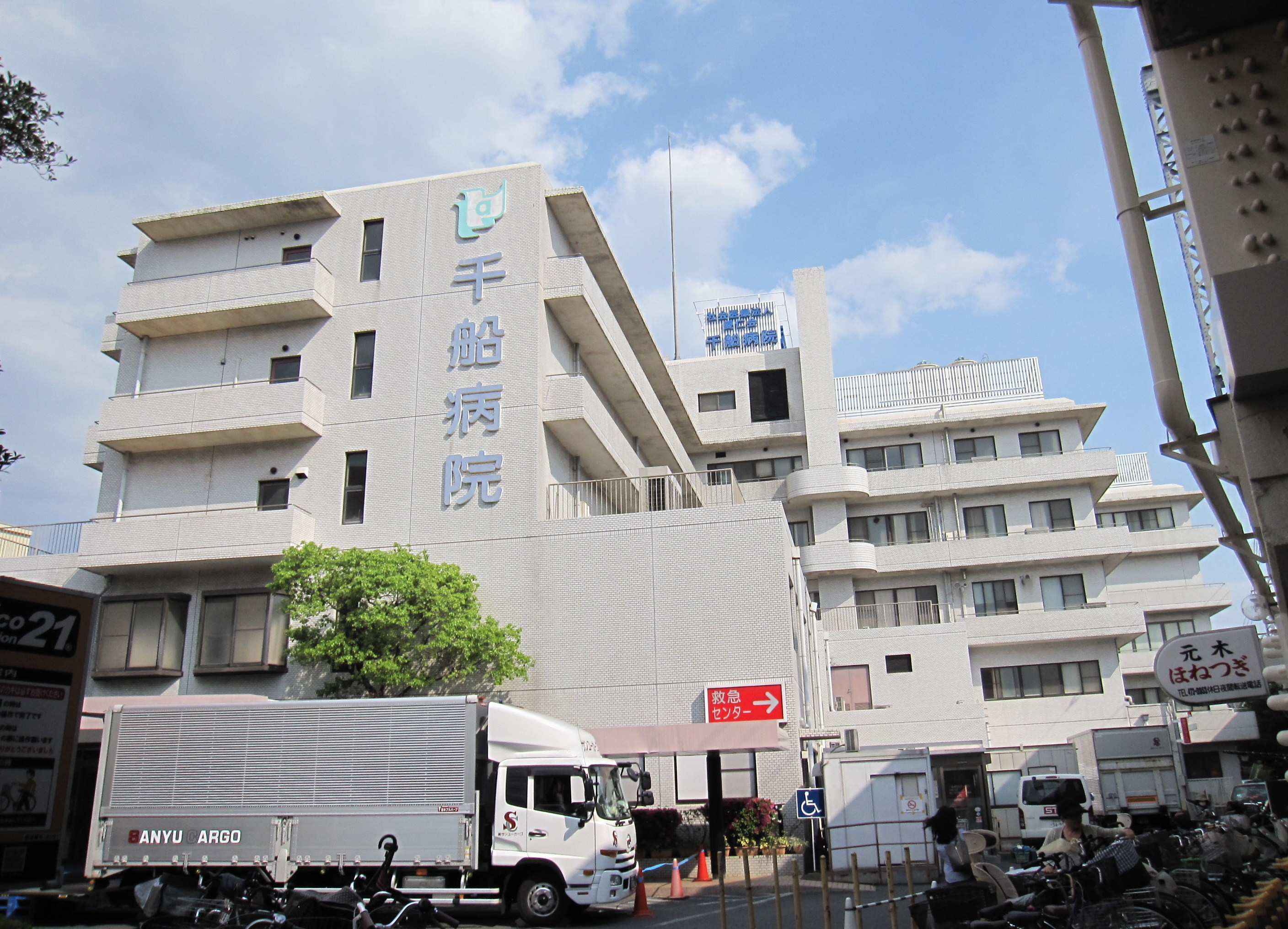
旧病棟（大阪市西淀川区佃二丁目）

- 1958年（昭和33年） - 医療法人愛仁会設立、千船診療所開院[4]
- 1966年（昭和41年） - 千船病院開院(94床)
- 1971年（昭和46年） - 病院増築(191床)
- 1982年 （昭和57年）- 大阪市西淀川区佃二丁目へ新築移転(292床)
- 1996年（平成8年） - 開放型病院認可
- 2001年 （平成13年）- 臨床研修指定病院認可
- 2004年 （平成16年）- 千船病院附属千船クリニックス開院、電子カルテ導入
- 2006年（平成18年） - DPC対象病院、PACS導入、7:1看護基準取得
- 2008年（平成20年） - 卒後臨床研修評価認定、病院機能評価Ver.5認定
- 2009年（平成21年） - 社会医療法人愛仁会認可　千船病院附属千船腎臓・透析クリニック開院
- 2012年（平成24年） - 千船クリニックス・千船病院統合
- 2017年（平成29年） - 大阪市西淀川区福町三丁目へ移転（千船腎臓・透析クリニックは従来場所で診療継続）
- 2018年（平成30年） - 病院機能評価3rdG:Ver.1.1認定
- 2020年（令和2年） - 地域医療支援病院承認

## 診療科
| - 総合内科 - 循環器内科 - 糖尿病内分泌内科 - 消化器内科 - 腎臓内科 - 呼吸器内科 - 脳神経内科 - 小児/新生児科 - 病理診断科 - 画像診断科 - 外科 - 泌尿器科 - 整形外科 - 産科 - 婦人科 - 脳神経外科 - 耳鼻咽喉科 - 眼科 - 皮膚科 - 麻酔科 | - 救急センター - 消化器内視鏡センター - 肥満・糖尿病内分泌センター - 地域周産期母子医療センター - 腎センター - 関節センター - 薬剤科 - 放射線科 - リハビリテーション科 - 検査科 - 臨床工学科 - 栄養管理科 - 看護部 |

## 医療機関の指定・認定
（下表の出典）
| 保険医療機関 | 労災保険指定病院 |
| 母体保護法指定医の配置されている医療機関 | 生活保護法指定病院（中国残留邦人等の円滑な帰国の促進並びに永住帰国した中国残留邦人等及び特定配偶者の自立の支援に関する法律（平成六年法律第三十号）に基づく指定医療機関を含む。） |
| 臨床研修病院 | 指定自立支援病院（更生医療） |
| 結核指定病院 | がん診療連携拠点病院（府指定） |
| 指定養育病院 | 指定自立支援病院（育成医療） |
| 肝疾患診療連携拠点病院 | 特定疾患治療研究事業委託医療機関 |
| 原子爆弾被害者一般疾病医療取扱病院 | DPC対象病院 |
| 指定小児慢性特定疾病医療機関 | 地域周産期母子医療センター |
| 診療科名中に産婦人科、産科又は婦人科を有する病院にあっては、公益財団法人日本医療機能評価機構が定める産科医療補償制度標準補償約款と同一の産科医療補償約款に基づく補償の有無 | 公害医療機関 |
| 在宅療養後方支援病院 | 地域医療支援病院 |

- 救急告示病院（二次救急）[6]
- NPO法人卒後臨床研修評価機構認定証発行病院[7]
- 公益財団法人日本医療機能評価機構認定病院[8]

## 交通アクセス
- 阪神なんば線「福駅」から徒歩約1分[9]。(現病院は阪神本線千船駅沿線ではないので注意。ただし、千船駅の他、JR東西線御幣島駅、阪神本線姫島駅から無料送迎バスは出ている。)